# Tipula (Trichotipula) cimarronensis
Tipula (Trichotipula) cimarronensis is een tweevleugelige uit de familie langpootmuggen (Tipulidae). De soort komt voor in het Nearctisch gebied.